# Tauer (Boxberg)
Tauer, obersorbisch Turjoⓘ, ist ein Ortsteil der ostsächsischen Gemeinde Boxberg/O.L. Es zählt zum offiziellen sorbischen Siedlungsgebiet in der Oberlausitz.

## Geographie
Tauer liegt in Form eines erweiterten Gassendorfes rund vier Kilometer südöstlich von Klitten an der Straße nach Förstgen am Weigersdorfer Fließ. Nordwestlich von Tauer schließt sich der Ortsteil Zimpel an, der nach Einwohnern etwa gleich groß, in der Fläche jedoch doppelt so groß wie Tauer ist. Anders als Zimpel ist Tauer nicht nach Klitten, sondern nach Förstgen eingepfarrt.
Tauer und Zimpel liegen in der Oberlausitzer Heide- und Teichlandschaft, von Wäldern umgeben. Nördlich von Tauer liegen die 148 Meter hohen Kreuzberge. Südöstlich davon befindet sich der 90 Hektar große Tauerwiesenteich und weitere Teiche, die früher ein ehemaliges etwa 120 Hektar großes Niedermoorgebiet darstellten. In östlicher und westlicher Richtung sind die nächsten Ortschaften jeweils rund fünf Kilometer entfernt.

## Geschichte

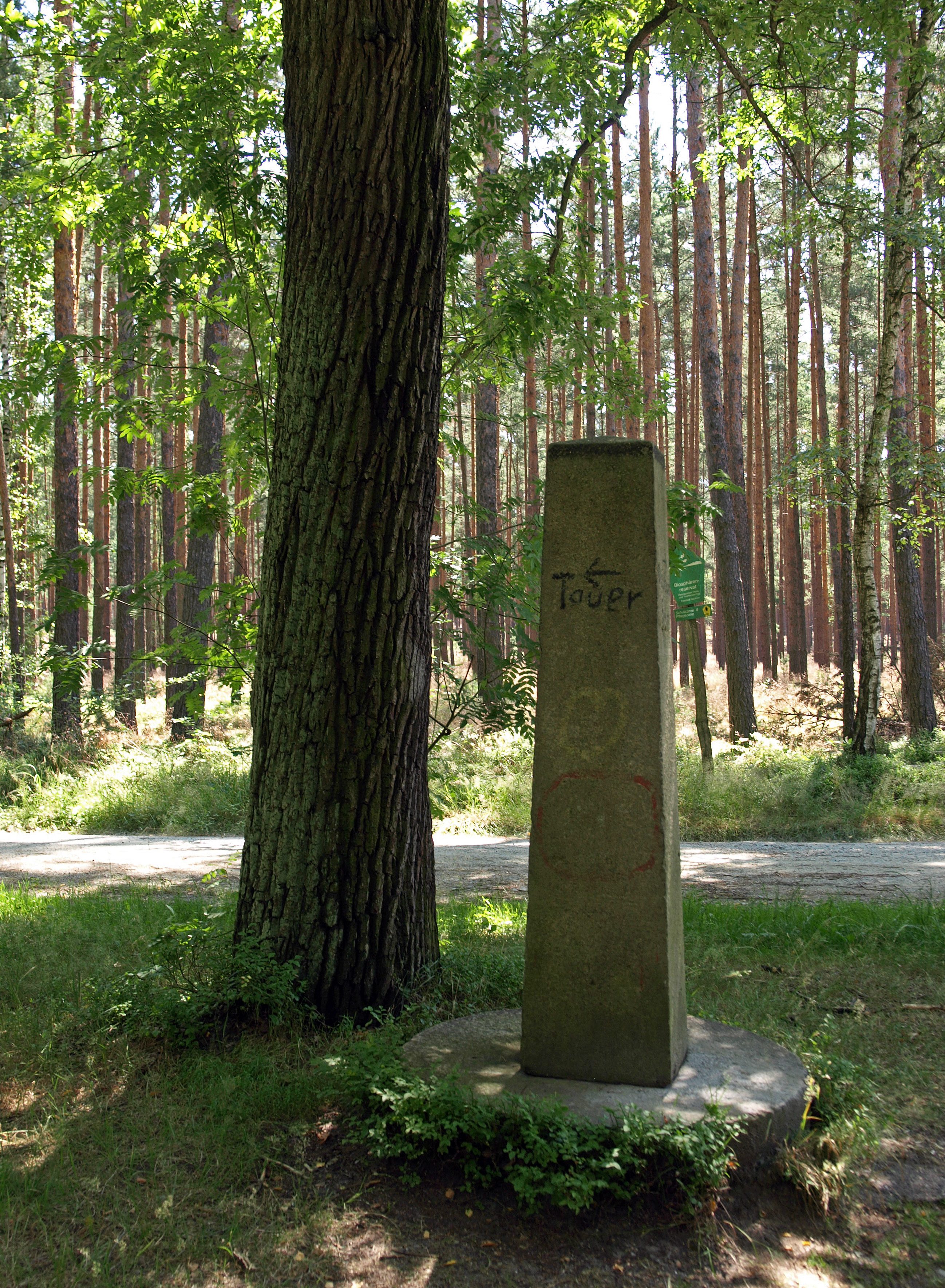
Wegweiserstein südwestlich von Tauer in der Daubaner Heide

### Ortsgeschichte
Dass in der Gemarkung Tauer bereits in der Urgeschichte Menschen gab, belegen Funde auf einem mittelsteinzeitlichem Lager- und Rastplatz.
Die bekannte urkundliche Ersterwähnung fand 1447 als Thure statt, knapp 40 Jahre vor der urkundlichen Ersterwähnung Zimpels. Tauers Zugehörigkeit in dieser Zeit ist dank dünner Quellenlage nicht gesichert, jedoch wird 1519 bei einer Besitzteilung Tauer als Pertinenzort der Baruther Herrschaft genannt.
Christoph von Nostitz erwarb das Gut Tauer im Jahr 1604, nachdem sich Zimpel bereits seit 1572 im Besitz der Nostitzer Herrschaft Jahmen befand.
Nach den Befreiungskriegen lag Tauer in dem Teil der Oberlausitz, den das Königreich Sachsen an Preußen abtreten musste. 1816 wurde die Landgemeinde dem neu gegründeten Landkreis Rothenburg (Ob. Laus.) zugeordnet. In diesem erfolgte 1928 die Eingemeindung nach Zimpel, nachdem bereits unter anderem die Einwohnerzahlen seit der zweiten Hälfte des 19. Jahrhunderts für beide Gemeinden zusammen erhoben werden. Fünf Jahre später wurde im März 1933 der Gemeindename in Zimpel-Tauer geändert.
Gegen Ende des Zweiten Weltkriegs wurden von 30 Gehöften zehn Wohnhäuser und mehrere Wirtschaftsgebäude zerstört.
Bis 1958 wurde die Schule im Kirchort Förstgen besucht, seitdem in Klitten. Dorthin wurde Zimpel-Tauer 1973 auch eingemeindet.
Durch den Zusammenschluss der Gemeinden Klitten und Boxberg im Februar 2009 ist Tauer seitdem ein Ortsteil der Gemeinde Boxberg/O.L.

### Bevölkerungsentwicklung
| Jahr | Einwohner |
| ---- | --------- |
| 1825 | 132       |
| 1999 | 95        |
| 2008 | 83        |
| 2020 | 70        |

Im Jahr 1777 wirtschaften 1 besessener Mann, 9 Gärtner und 15 Häusler in Tauer. Gegenüber den 6 besessenen Mann in Zimpel ist die Bevölkerung zwar größer, jedoch auch sozial schlechter gestellt.
Die Einwohnerzahl liegt 1825 bei 132. Arnošt Muka zählt 1884 für die Erhebung der sorbischen Bevölkerung unter den 156 Einwohnern 153 Sorben. Die weitere Betrachtung der Einwohnerzahlen wird dadurch erschwert, dass die Erhebungen der Einwohnerzahlen für Tauer mit dem etwa gleich großen Zimpel zusammen erfolgen. Bis auf 339 Einwohner im Jahr 1871 haben Tauer und Zimpel zusammen seit den 1880er Jahren weniger als 300 Einwohner. Der Sprachwechsel zum Deutschen erfolgt hier überwiegend in der ersten Hälfte des 20. Jahrhunderts, sodass Ernst Tschernik 1956 den sorbischsprachigen Bevölkerungsanteil in der Gemeinde Zimpel-Tauer auf nur noch 32,4 % beziffert.
Um die Jahrtausendwende liegt die Einwohnerzahl in Tauer bei 90 mit fallender Tendenz.

### Ortsname
Der Ortsname wird übereinstimmend von Paul Kühnel (1892), Jan Meschgang (1973) und Ernst Eichler (1975) vom Urrind (Ur, Auerochse) abgeleitet, der in den westslawischen Sprachen tur heißt. Meschgang und Eichler verweisen dabei auch auf Tauer in der Niederlausitz, dessen niedersorbischer Name Turjej dem obersorbischen Namen Turjo dieses Ortes Tauer sehr ähnlich ist.